# Hohwachter Bucht
Die Hohwachter Bucht ist eine Unterbucht der Kieler Bucht der Ostsee an der nördlichen Küste von Wagrien zwischen Leuchtfeuer Hubertsberg und Leuchtfeuer Heiligenhafen bei Heiligenhafen.

## Militärischer Übungsraum
Die Wasserfläche ist teilweise militärisches Sperrgebiet des Truppenübungsplatzes Todendorf und des Truppenübungsplatzes Putlos. Zur Warnung der Seefahrt bei Schießbetrieb werden die Leuchtfeuer
- Leuchtfeuer Heidkate
- Leuchtfeuer Hubertsberg
- Leuchtturm Neuland
- Leuchtfeuer Wessek
- Leuchtfeuer Blankeck
- Leuchtfeuer Heiligenhafen

betrieben.

## Naturschutzgebiete
Nah bei Behrensdorf liegt das ca. 255 ha große Naturschutzgebiet Kleiner Binnensee und angrenzende Salzwiesen. Beim Weißendorfer Strand die Naturschutzgebiete Weißenhäuser Brök und Wesseker See. Bei Hohwacht das Naturschutzgebiet Kronswarder und südöstlicher Teil des Großen Binnensees. Bei Sehlendorf das Naturschutzgebiet Sehlendorfer Binnensee und Umgebung.

## Besiedlungen
Bekannte Ostseebäder an der Hohwachter Bucht sind Hohwacht, Behrensdorf, Sehlendorf und Weißenhäuser Strand.
Die Gemeinde Hohwacht mit den Ortschaften Haßberg, Hohwacht, Neudorf, Niedermühle und Schmiedendorf ist die einwohnerstärkste Gemeinde an der Bucht. Das Umland waren ursprünglich von Landwirtschaft und Fischerei geprägt, heute ist der Tourismus die Haupteinnahmequelle.

## Tourismus und Naherholung
Für die Sportschifffahrt gibt es in der Hohwachter Bucht 2,5 km nordwestlich von Hohwacht den Yachthafen Lippe mit der Seenotrettungsstation Lippe/Weißenhaus, primär zuständig für die Hohwachter Bucht. Hohwacht und Weißenhäuser Strand sind, direkt an der Küste gelegen, weithin bekannte Urlaubsorte bzw. Badestrände. Der Ostseeküstenroute-Radweg führt an der Küstenlinie vorbei. Zahlreiche Campingplätze, Hotels und Pensionen komplettieren die touristische Infrastruktur.

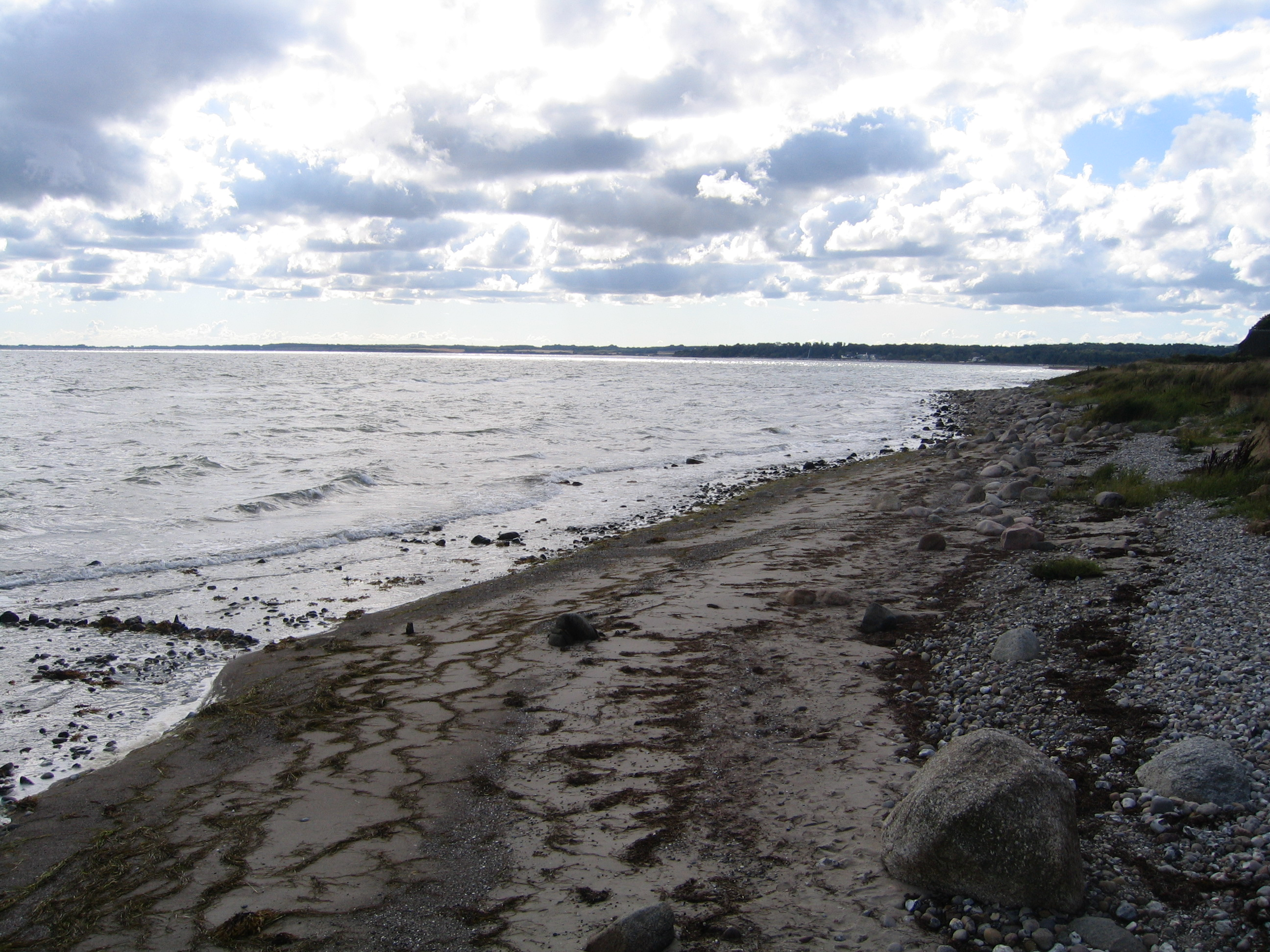
Blick von Westen über die Hohwachter Bucht
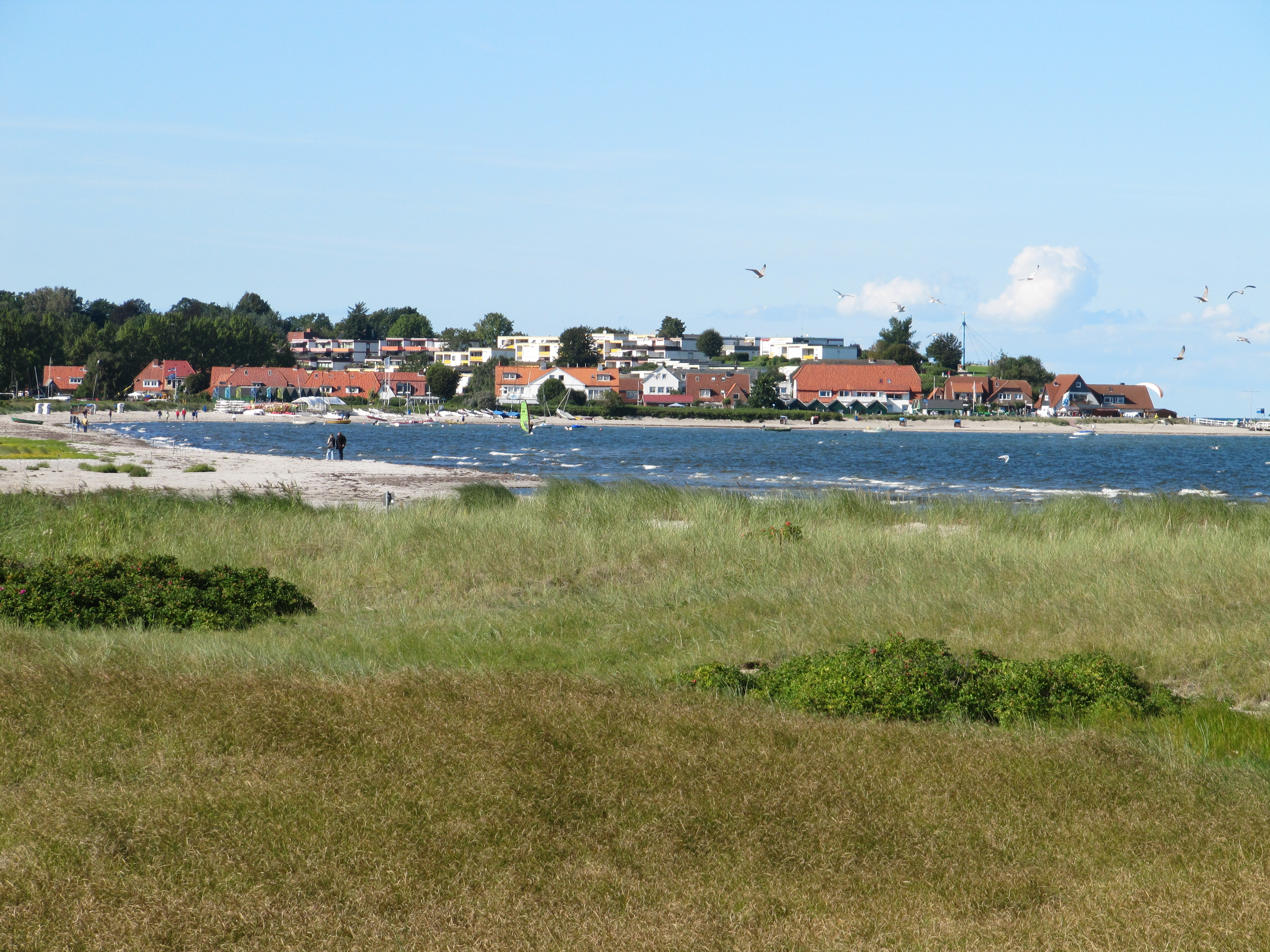
Der namensgebende Küstenort Hohwacht
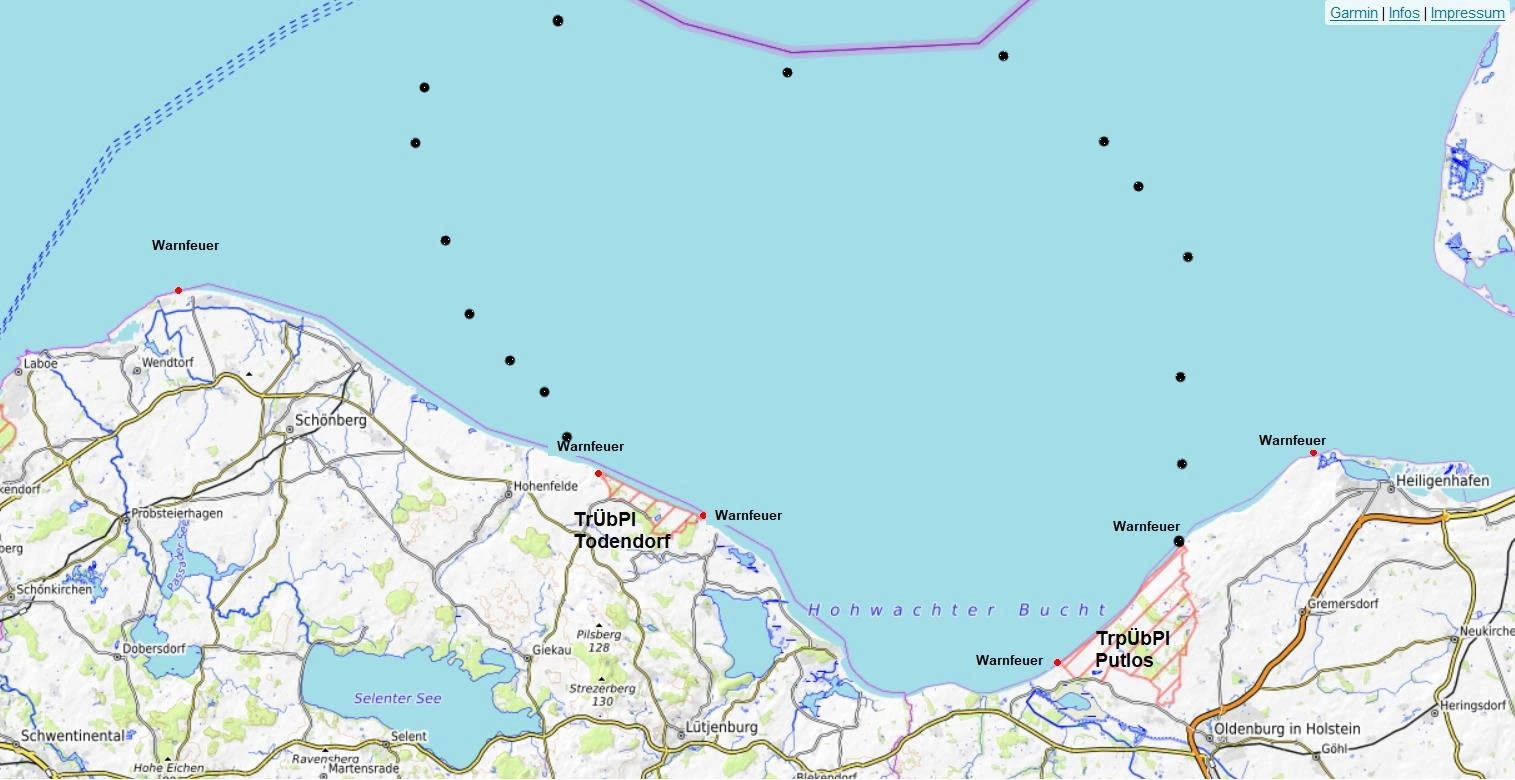
Militärische Nutzung der Hohwachter Bucht, Warn- und Gefahrenbereiche bei Schießbetrieb